# Ann Linde
Ann Christin Linde (Helsingborg, 4 dicembre 1961) è una politica svedese, ministro degli affari esteri della Svezia nei governi Löfven II e III e Andersson.
Dal 1º gennaio al 31 dicembre 2021 è stata presidente dell'OSCE.
Dal 25 maggio 2016 al 21 gennaio 2019 è stata Ministro dell'UE e del Commercio estero nel governo Löfven I. In precedenza, ha lavorato come Segretario di Stato del Ministro dell'Interno Anders Ygeman presso il Ministero della Giustizia.

## Biografia
Linde ha studiato scienze politiche, sociologia ed economia all'Università di Stoccolma. Nel 1994 ha conseguito la laurea in scienze politiche.
Per tutto il 1990, ha lavorato presso gli uffici governativi, tra cui come segretario del ministero presso il ministero degli affari civili e come esperto politico con il ministro per gli affari europei e il commercio Mats Hellström presso il ministero degli affari esteri e con il ministro della Difesa Björn von Sydow presso il ministero della Difesa.

### Ministro degli Affari Esteri

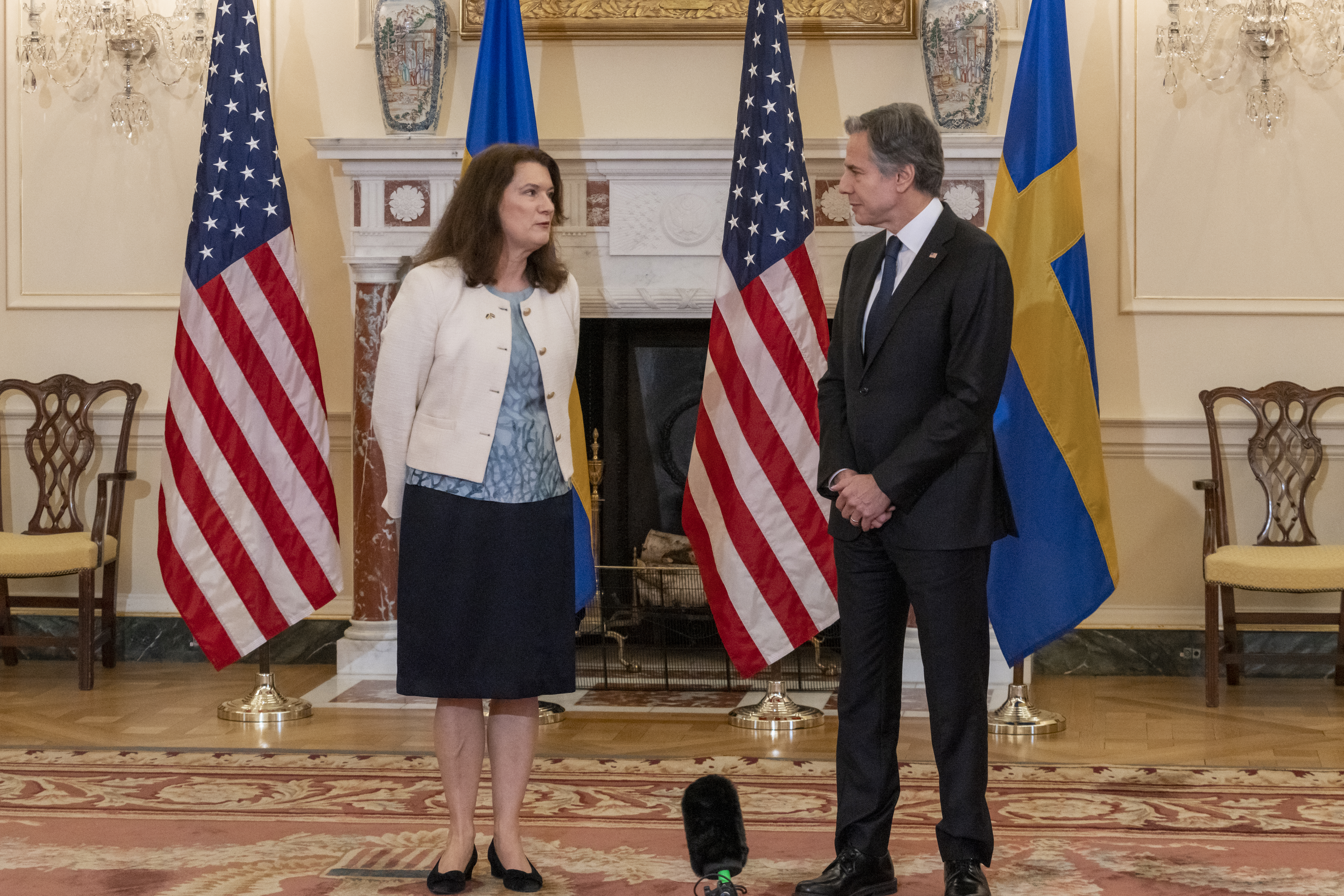
Linde con il Segretario di Stato americano Antony Blinken nel maggio 2022

Linde è stata nominata ministro degli Affari esteri dopo le dimissioni di Margot Wallström il 10 settembre 2019.
Sotto la guida di Linde, il governo svedese ha deciso nel marzo 2020 di inviare una forza di reazione rapida fino a 150 soldati ed elicotteri in Mali per unirsi alla task force Takuba guidata dalla Francia nella lotta contro i militanti legati ad al Qaeda e allo Stato islamico nella regione del Sahel in Nord Africa.  Entro l'inizio del 2022, Linde ha annunciato che la Svezia avrebbe ritirato le truppe da una missione delle forze speciali europee nella regione del Sahel e rivedrà la sua partecipazione alla task force di Takuba per la presenza di mercenari russi.
Il 1º maggio 2022 ha espresso che era "quasi certa" che la Finlandia avrebbe aderito alla NATO. Mentre la maggior parte degli attuali membri della NATO ha risposto positivamente alla richiesta, il presidente turco Recep Tayyip Erdoğan ha espresso la sua opposizione, accusando sia la Svezia che la Finlandia di tollerare i gruppi militanti curdi PPK e YPG, gruppi che la Turchia classifica come organizzazioni terroristiche, e seguaci di Fethullah Gülen, accusato dalla Turchia di aver orchestrato un fallito tentativo di colpo di stato turco del 2016. Il 20 maggio Linde ha respinto l'affermazione di Erdoğan di sostenere il PKK, definendola "disinformazione" e sottolineando che la Svezia ha elencato il PKK come organizzazione terroristica già nel 1984, mentre l'UE ha seguito l'esempio nel 2002.

## Vita privata
Dal 1989 Linde è sposata con Mats Eriksson. Ha due figli.